# 王陽明

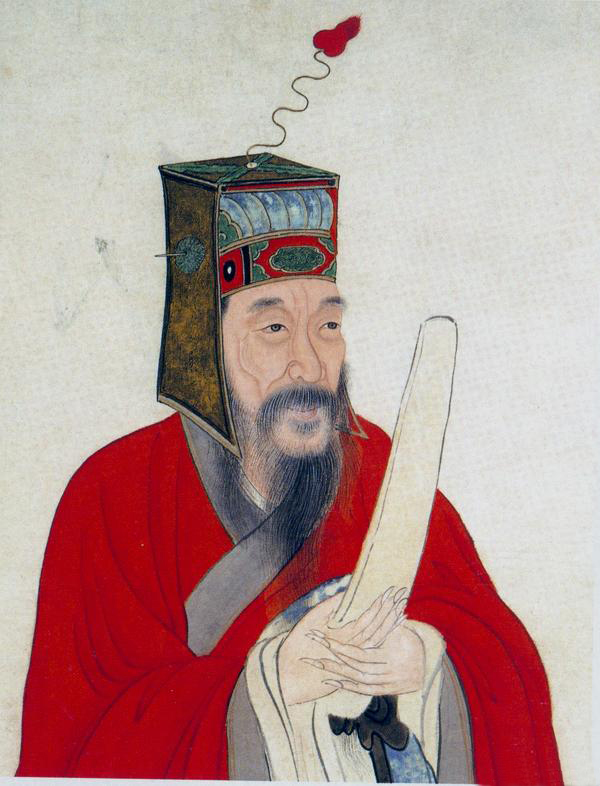
朝礼服の王守仁

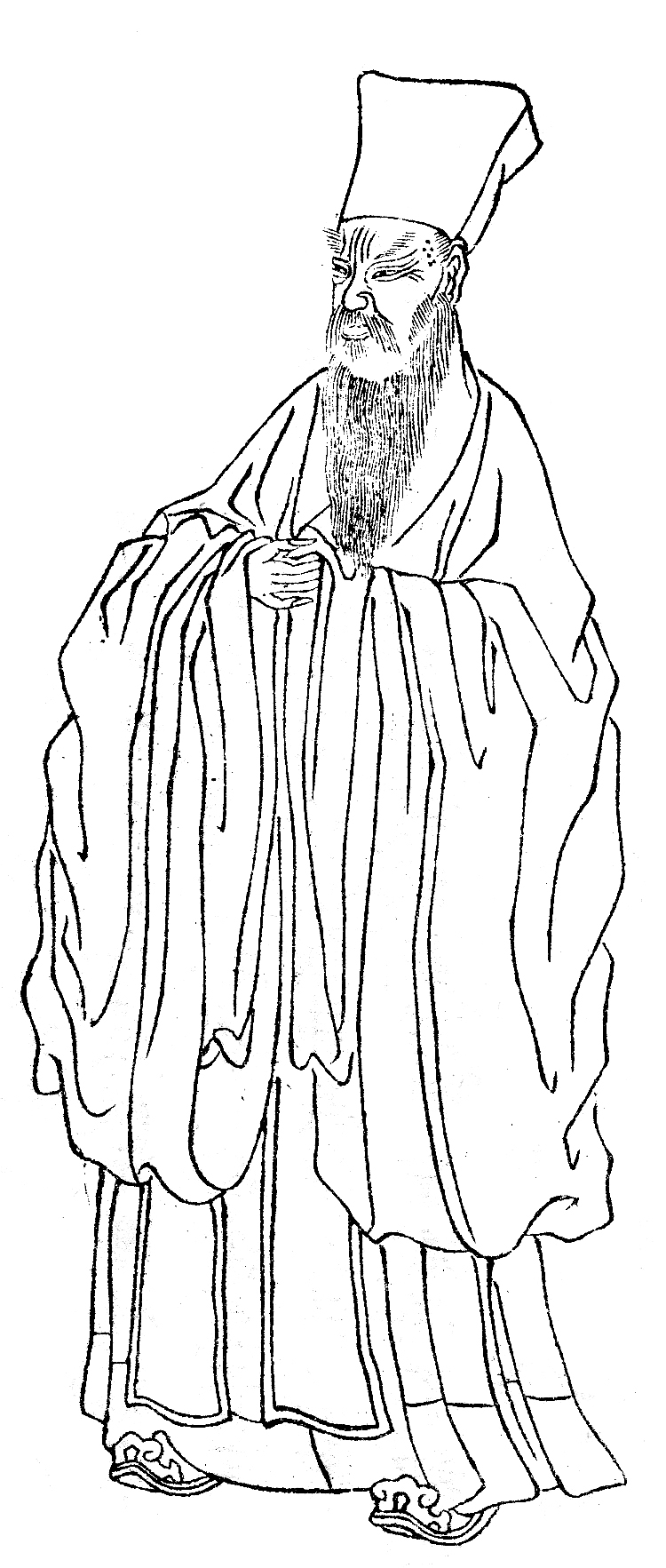
王守仁（『晩笑堂竹荘画伝』より）

王 陽明（おう ようめい、成化8年9月30日（1472年10月31日） - 嘉靖7年11月29日（1529年1月9日））は、中国明代の儒学者・高級官僚。諱は守仁、字は伯安、号は陽明子。諡は文成侯といった。弟は王守文。妻は諸譲の娘と張氏。子に王正億、孫に王承勛・王承学・王承恩、曾孫に王先進（王承勛の子）・王先通（王承恩の子）がいる。養子は王正憲（叔父の王袞の孫）。
思想家として当時の朱子学に対して批判的であり更に発展させた。聖人になるにあたり朱熹とは格物致知への解釈が異なり、四書五経を代表とする書物を通し物事を窮めることによって理を得ていくのではなく、理は元来より自分自身に備わっており物事の探究の結果得られるものではないとし、陽明学を起こした。一方で武将としても優れ、その功績は「三征」と呼ばれている。

## 生涯
王華（1446年-1522年）の嫡長子として紹興府餘姚県（現在の浙江省寧波市餘姚市）に生まれる。琅邪王氏の王導の37世の孫といわれる。初名は雲。
父の王華は、成化17年（1481年）に科挙を状元で通った秀才で、後に南京吏部尚書に至り、龍山先生と称された。祖父の王倫にとっては最初に生まれた孫であり、王雲は祖父から大変寵愛されたが、5歳になっても口がきけず、とある僧侶の指摘により王守仁と改名した。10歳までは田舍町の餘姚で、自由奔放に成長したとされる。
この後王守仁は秀才ぶりを発揮し、11歳にして見事な詩を詠み祖父や周囲を驚かせたという。11歳の時、父の任官を受けて共に上京した。父の王華は王守仁に科挙での成功を強く期待し、否応なく勉学を強制した。しかし王守仁は隙を見つけては友人を遊びに連れ出していた。ある日、雀をめぐって術士と諍いを起こして諌められ、さらに不思議な予言を言われたことで突然「聖学」に憧れ、「聖賢」になろうと志した。弘治5年（1492年）に21歳で郷試に合格し、挙人となる。しかし翌弘治6年（1493年）の三年に一度の試験である会試には失敗、故郷の餘姚に戻って詩社を結んだ。26歳の時には北京で兵法を学んだ。王守仁は26-28歳を京師で暮らした。時勢を概して、挺身国事にあたろうとする気概、武芸を好んで、騎射にかけても人に負けまいとする情熱、詩歌風流に情緒の満足を得ようとする要求と、同時にまた永遠というものに心を馳せて、神仙の道に強く心を惹かれた。それには早くに健康を害し、病と戦わなければならなかった切実な問題もあった。また朱子学に傾倒し、その思索に失敗した後に「養生」を談じた。そこで、当然老荘や仏教にも思いを潜めて、ついには世を遁れて山に入る志にも動かされたこともあったという。このように青年時代には杓子定規な勉学に倦んで武術に熱中し、また辺境問題の解決には軍略も必要だと考え、自らその任に当たるべく兵法を修め、その一方で儒学を志した。
弘治12年（1499年）の会試に合格し、殿試にも合格、進士となった。王守仁は濬県で、名将であった王越の墳墓を築く役職に就き、見事な指揮を執った。また寝る時間を惜しみ、夜分まで書物を読み漁り勉学に励んだ。しかしそのために肺病を患ったため、職を辞して故郷に帰り養生することになった。この時、病を克服するため道教・仏道に傾倒した。これを陽明の五溺という。伝記では「はじめは任侠の習いに溺れ、次には騎射の習いに溺れ、次には辞章の習いに溺れ、次には神仙の習いに溺れ、次には仏教の習いに溺れた」としている。
弘治17年（1504年）、33歳で病も癒え、今度は山東で郷試の試験官となった。この後兵部主事となって都に戻る。この時、既に高名であった王守仁を慕って入門する門徒が徐々に増えて行き、40歳になるまで門徒の数は増え続けた。弘治18年（1505年）に弘治帝が崩御して正徳帝が即位すると、朝廷では宦官が絶大な権力を握るようになった。王守仁ら気鋭の官吏はこれらの宦官に強く抵抗するも、逆に多くが投獄されてしまい、王守仁も鞭打ち四十の刑罰を受け、何とか一命を取り留めるものの、その後も宦官の権力者であった劉瑾に疎まれ貴州龍場駅（現在の貴州省貴陽市修文県）に左遷された。この時龍場は彝族が住む地であり、文化も言葉も違い、居住する家屋の作りからしても華やかな都とはかけ離れた、まさに辺境の地であった。この地で王守仁は去来する煩悶を超越しようとし、また生死の恐れを超越しようとした。ある時、都から付き従ってきた従者三人が病に倒れた。王守仁は懸命に薪割りや水汲みを自ら行い、従者に粥を飲ませたり、詩や故郷餘姚の俗謡を歌ったりして彼らを元気づけた。この時、生死の恐れをすっかり忘れていた王守仁は「今この場に聖人があればどのように振る舞うであろうか。きっと自分と同じように過ごすに違いない。自分は今聖人と同じ行いをしているのだ」と悟り、格物致知の意味を悟るようになる。こうして王守仁は修養して過ごすうちに陽明学を生み出した。

### 三征
劉瑾の追放後は高官となり、3つの軍事的業績を挙げ、後世「三征」と呼ばれた。1つ目は正徳11年（1516年）から5年かけた、江西・福建南部で相次いだ農民反乱や匪賊の巡撫・鎮圧である。この地方は地方官衙の統制が及びにくく、様々な紛争や軋轢が絶えなかった。追討の命を受けた王守仁は、商船を徴用して水路で進軍、民兵を組織してこれらをことごとく鎮圧、民政にも手腕を発揮し治安維持に務めた。
2つ目はその最中の正徳14年（1519年）6月に明の宗室が起こした寧王の乱である。15日に反乱の一報を聞いた王守仁は直ちに軍を返し、未だ朝廷から追討命令が出ていないにもかかわらず吉安府で義兵を組織した。7月13日に吉安を進発し、寧王朱宸濠の軍が南京攻略のため不在となっていた反乱軍本拠地の南昌を急襲、これを落とした。慌てて戻ってきた寧王軍と24・25日にわたって会戦してこれを撃破し、26日に首謀者である寧王を捕らえた。王守仁はまともな軍事訓練をしていない烏合の衆を率いて、反乱に向けて準備を進めていた寧王軍を僅か2カ月足らずで鎮圧したことになり、その軍事能力の高さが窺える。8月、朝廷は寧王の残党が燻っていることを理由に正徳帝の親征を企てたが、王守仁は無用だと建白している。皇帝が北京を留守にすれば、宿敵たる西北国境の異民族に隙を付かれかねず、その経費や労力にかかる民衆への負担が大きすぎると述べ、王守仁の優秀な前線指揮官に留まらない、国家の大局・大勢を踏まえた戦略的思考がわかる。これらの功績により、王守仁は正徳16年（1521年）10月に新建伯に封じられた。
3つ目は嘉靖6年（1527年）に広西で反乱が起きると、その討伐の命が下った件である。王守仁は辞退したが許されず、病（結核）をおして討伐軍を指揮し、それらを平定し事後処理を進めた。帰還命令が出ない中、独断で帰郷を図ったが、その帰途、病が重くなって南安府大庾県（現在の江西省贛州市大余県青龍鎮）の船中において57歳で死去した。最後の言葉は、「わが心光明なり、また何をか言わん」であったといわれている。遺骸は越城を去ること三十里、蘭亭を入ること五里、生前の王守仁が自ら択んだ洪渓の墳墓に葬られた。

## 死後
王守仁ほどの大官になると、しかもこのように使命を果たしての凱旋途中での病歿であるから、当然、諡（おくりな）が贈られ、様々な恩典が加えられるのが通例であったが、勅裁を待たずして凱旋の途についたことを非難した大学士桂萼の上奏によって、諡は贈られず、伯位の世襲も停止させられ、追賞は一切行われず、かつその学問は偽学であると宣告された。しかし門人有志は利害の損失を顧みず、いたるところに師を祀り、遺教を講じ、祠堂の建つこと数百に達した。そして次代の隆慶元年（1567年）には新建伯を追贈、文成という諡を賜り、その子王正億への伯位の世襲を許された。また王陽明を祀る書院は七十を超えた。

## 備考
非常に難解とされ訳されたことがなかった「公移」は、難波江通泰による詳細な訳注で『王陽明全集』第5巻（1985年、明徳出版社 全10巻）として刊行。同じ版元で岡田武彦の『全集』（全24巻）も王陽明関連の著作が半数以上ある。
中華民国（台湾）の台北市にある陽明山は、日本留学中に陽明学に感銘を受けた蔣介石が王陽明を記念して名付けたものである。

## 関連書
- 伝習録
- 王文成公全書（中国語版）